# Орнштейн, Северо
Северо Орнштейн (англ. Severo M. Ornstein — Северо Орнстайн, род. 1930) — американский учёный в области информатики, сын композитора Лео Орнштейна.
В 1955 он поступил на работу в Лабораторию Линольна при Массачусетском технологическом институте, где в качестве программиста и архитектора принимал участие в создании компьютерной системы ПВО SAGE. Позднее он присоединился к группе, работавшей над компьютером TX-2, а затем — к команде, разработавшей компьютер LINC. Вместе с командой он переехал в Университет Вашингтона в Сент-Луисе, где был одним из главных разработчиков макромодулей.
По возвращении в г. Бостон он поступил на работу в компанию Bolt, Beranek and Newman. Когда Агентство по перспективным оборонным научно-исследовательским разработкам (ARPA) объявило тендер на создание сети ARPANET, он был в составе группы, написавшей заявку, выигравшую тендер. Орнштейн отвечал за разработку коммуникационных интерфейсов и прочего специального оборудования для Процессоров обработки сообщений.
В 1972 году он возглавил первую делегацию ученых США в области компьютерных наук, посетившую Китайскую Народную Республику.
С 1976 года он работал в Xerox PARC, где создал компьютерный интерфейс для ранних прототипов лазерного принтера. Также он возглавлял (совместно с Эдом МакКрейтом (англ. Ed McCreight)) команду, которая построила компьютер Dorado. Орнштейн был одним из разработчиков программы Mockingbird — первого интерактивного редактора нотных знаков и руководил её созданием.
В 1980 году по его инициативе было создано движение Computer Professionals for Social Responsibility (CPSR).
В 2002 году он опубликовал автобиографию, в которой описывает свой жизненный путь в области компьютерных наук.